# Kim Jae-yup
Kim Jae-yup, 김재엽?, campione olimpico di judo ai giochi olimpici di Seoul 1988 (17 maggio 1965), è un ex judoka sudcoreano.

## Palmarès
- Giochi olimpici

Los Angeles 1984: argento nei 60 kg.
Seul 1988: oro nei 60 kg.
- Mondiali

Essen 1987: oro nei 60 kg.
- Giochi asiatici

Seul 1986: oro nei 60 kg.
- Campionati asiatici

Damasco 1988: bronzo nei 60 kg.
- Campionati mondiali juniores

Mayaguez 1983: oro nei 60kg